# Live Hats
Live Hats è l'unico DVD del gruppo musicale canadese Men Without Hats, pubblicato il 6 giugno 2006 e registrato a Montréal l'8 agosto 1985.

## Tracce
1. Intro
2. Heaven
3. I Know Their Name
4. Antarctica
5. Modern Dancing
6. I Sing Last
7. Jenny Wore Black
8. Freeways
9. Security
10. Ban the Game
11. Ban the Game II
12. I Like
13. Editions of You
14. The Safety Dance
15. I Got the Message
16. Where Do the Boys Go?

### Bonus Material
1. Nationale 7
2. The Safety Dance
3. I Like
4. Where Do the Boys Go?
5. Pop Goes the World
6. Jeannie Becker interview (1983)